# Platygloea jacksonii
Platygloea jacksonii är en svampart som beskrevs av Bandoni & J.C. Krug 2000. Platygloea jacksonii ingår i släktet Platygloea och familjen Platygloeaceae.  Arten har inte påträffats i Sverige. Inga underarter finns listade i Catalogue of Life.